# 波列沃伊农村居民点
波列沃伊农村居民点（俄语：Полевое сельское поселение）是俄罗斯联邦伏尔加格勒州新安宁斯基区所属的一个农村居民点。其下辖有4个居民点，行政中心为波列沃伊。据2016年统计，该农村居民点的人口为424人。